# 短轴山梅花
短轴山梅花（学名：[Philadelphus incanus var. baileyi] 错误：{{Lang}}：文本有斜体标记（帮助））为虎耳草科山梅花属下的一个变种。

## 扩展阅读
- 維基物種上的相關：短轴山梅花